# Regió de Koulikoro

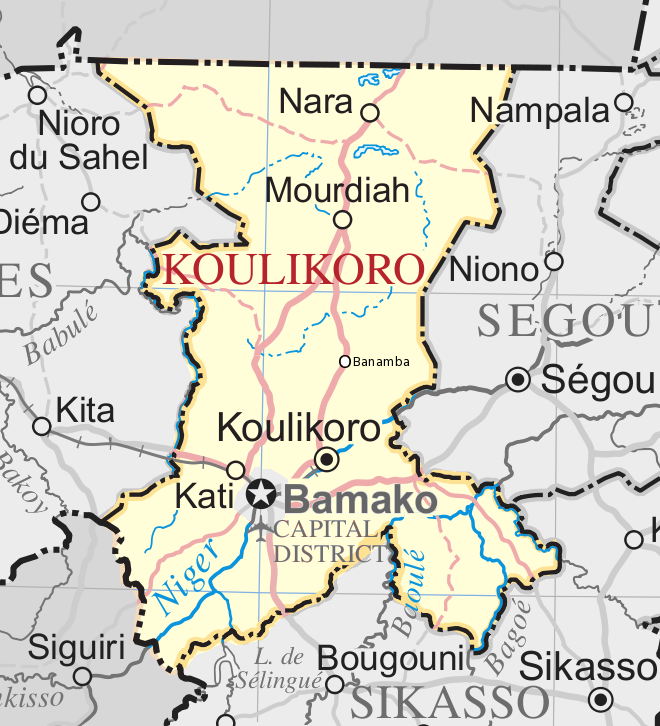
Mapa de la regió de Koulikoro

La regió de Koulikoro és una regió de l'oest de Mali. És la segona àrea administrativa de Mali i cobreix una àrea de 90.120 quilòmetres ². La seva capital és la ciutat de Koulikoro.

## Geografia
La regió de Koulikoro està limitada amb Mauritània al nord, la regió de Kayes a l'oest, amb Guinea i la regió de Sikasso al sud i amb la regió de Ségou a l'est. El 2009, la Regió de Koulikoro tenia 2.418.305 habitants. Són principalment Bambaras, Malinkés Sonikes i Somonos al voltant del riu Níger.
La regió està regada per diversos rius, inclòs el Níger, Baoulé, Sankarani, Baogé, Bani i Bafing. El clima del sud de la regió té les altes precipitacions típiques del Sudan, mentre que al nord de l'eix Kita-Bamako, tendeix a una aridesa saheliana.
Les ciutats més grans de la regió són Kati, Koulikoro, Kolokani, Nara, Banamba i Dioïla ; en canvi la comuna més poblada és Kalabancoro. El parc nacional Boucle du Baoulé i les reserves naturals de Fina, Kongossambougou i Badinko tenen gran diversitat de vida salvatge.

## Història
La regió de Koulikoro va ser la seu de diversos grans imperis que es van succeir a Mali: l'Imperi Ghana, l' Imperi Sosso i l'Imperi Mali.

## Cultura
El terreny del Mandingues (o Mandé) es troba en aquesta zona. És el bressol de l'Imperi de Mali i conegut per preservar la seva cultura tradicional amb els seus griots i els seus caçadors. Igual que bona part de Mali, la zona està fortament islamitzada, però les pràctiques dels animistes continuen molt presents als pobles. El bambara és l'idioma més comú de la zona.
Koulikoro és famós pel seu tradicional teatre de titelles, presentat en nombrosos festivals com al poble de Diarabougou. Diversos músics són nadius de la regió, entre els quals hi ha Salif Keita i Rokia Traoré .

## Transport i economia
Koulikoro és el terminal del ferrocarril Dakar-Níger. És també un port important al riu Níger que permet donar servei a les poblacions de Ségou, Mopti, Tombouctou i Gao. La zona està situada a l'aeroport de Bamako-Sénou.
L'agricultura segueix sent l'activitat econòmica dominant, tot i que hi ha diverses indústries al districte, com ara la presa hidroelèctrica de Sélingué, indústries de l'or al voltant de Kangaba, i el lloc de producció de cotó a Fana, el segon més gran de Mali.

## Subdivisions administratives

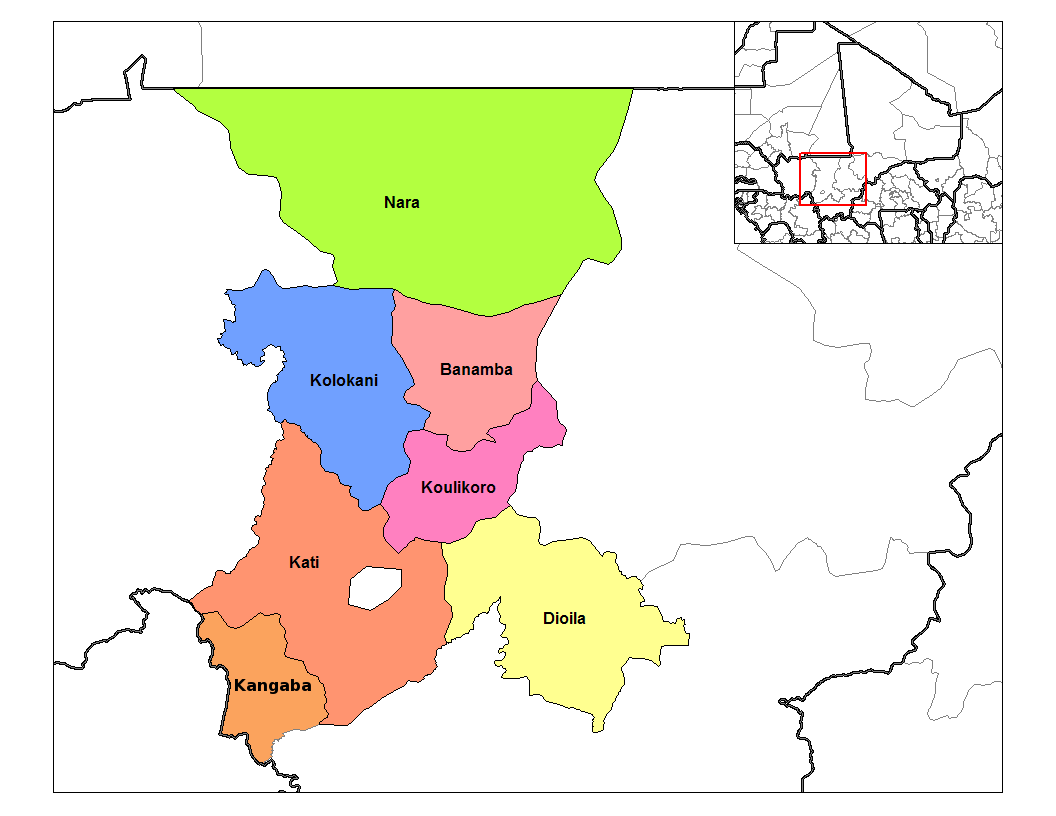
Cercles a la regió de Koulikoro

La Regió de Koulikoro està dividida en set cercles que abasten 106 comunes:
| Nom Cercle | Àrea (km²) | Població Cens del 1998 | Població Cens del 2009 |  |
| ---------- | ---------- | ---------------------- | ---------------------- |  |
| Nara       | 30.000     | 166.783                | 242.990                |  |
| Banamba    | 7.500      | 142.160                | 190.235                |  |
| Kolokani   | 12.000     | 184.905                | 233.919                |  |
| Koulikoro  | 7.260      | 153.485                | 211.103                |  |
| Dioïla     | 12.794     | 332.972                | 491.210                |  |
| Kati       | 16.897     | 513.798                | 948.128                |  |
| Kangaba    | 5.500      | 76.404                 | 100.720                |  |

La capital de Mali (Bamako) es troba al cor de la regió, però forma una entitat administrativa separada anomenada districte de la capital de Bamako; està totalment rodejat de Kati Cercle.